# Les Collines (Never Leave You)
A Les collines (Never leave you) (magyarul: A hegyek (Sosem hagylak el)) a francia énekesnő, Alizée tizenkettedik kislemeze. Ez volt a második kislemez a negyedik stúdióalbumáról, az Une enfant du siècle-ről, s egyben az egyetlen hivatalosan kiadott dal is. 2010. március 8-án jelent meg, műfaja elektropop.
A kislemezt jól fogadták a kritikusok: „A dal és az album, ami Alizée karrierjének új életet adott”.
A dalban keverődik az angol és a francia nyelv.

## A klip
A hivatalos videóklip 2010. március 19-én jelent meg és Fantôme Hawaii rendezte.